# British Home Championship 1955/56
Die British Home Championship 1955/56 war die 61. Auflage des im Round-Robin-System ausgetragenen Fußballwettbewerbs zwischen den vier britischen Nationalmannschaften von England, Nordirland (bis 1949/50 Irland), Schottland und Wales.
| Pl.                                                               | Nationalmannschaft | Sp. | S | U | N | Tore    | Punkte |
| ----------------------------------------------------------------- | ------------------ | --- | - | - | - | ------- | ------ |
| 1.                                                                | England            | 3   | 1 | 1 | 1 | 005:300 | 03:30  |
| 2.                                                                | Schottland         | 3   | 1 | 1 | 1 | 004:300 | 03:30  |
| 3.                                                                | Wales              | 3   | 1 | 1 | 1 | 003:400 | 03:30  |
| 4.                                                                | Nordirland         | 3   | 1 | 1 | 1 | 003:500 | 03:30  |
| England, Schottland, Wales und Nordirland teilten sich den Titel. |                    |     |   |   |   |         |        |

|                                              |   |            |           |
| 8. Oktober 1955 in Belfast (Windsor Park)    |   |            |           |
| Nordirland                                   | – | Schottland | 2:1 (2:0) |
| 22. Oktober 1955 in Cardiff (Ninian Park)    |   |            |           |
| Wales                                        | – | England    | 2:1 (2:0) |
| 2. November 1955 in London (Wembley Stadium) |   |            |           |
| England                                      | – | Nordirland | 3:0 (0:0) |
| 9. November 1955 in Glasgow (Hampden Park)   |   |            |           |
| Schottland                                   | – | Wales      | 2:0 (2:0) |
| 11. April 1956 in Cardiff (Ninian Park)      |   |            |           |
| Wales                                        | – | Nordirland | 1:1 (1:0) |
| 14. April 1956 in Glasgow (Hampden Park)     |   |            |           |
| Schottland                                   | – | England    | 1:1 (0:0) |